# Лукков
Лукков (нем. Luckow) — община в Германии, в земле Мекленбург-Передняя Померания.
Входит в состав района Иккер-Рандов. Подчиняется управлению Ам Штеттинер Хаф. Население составляет 682 человека (2009); в 2003 г. — 732. Занимает площадь 37,57 км².

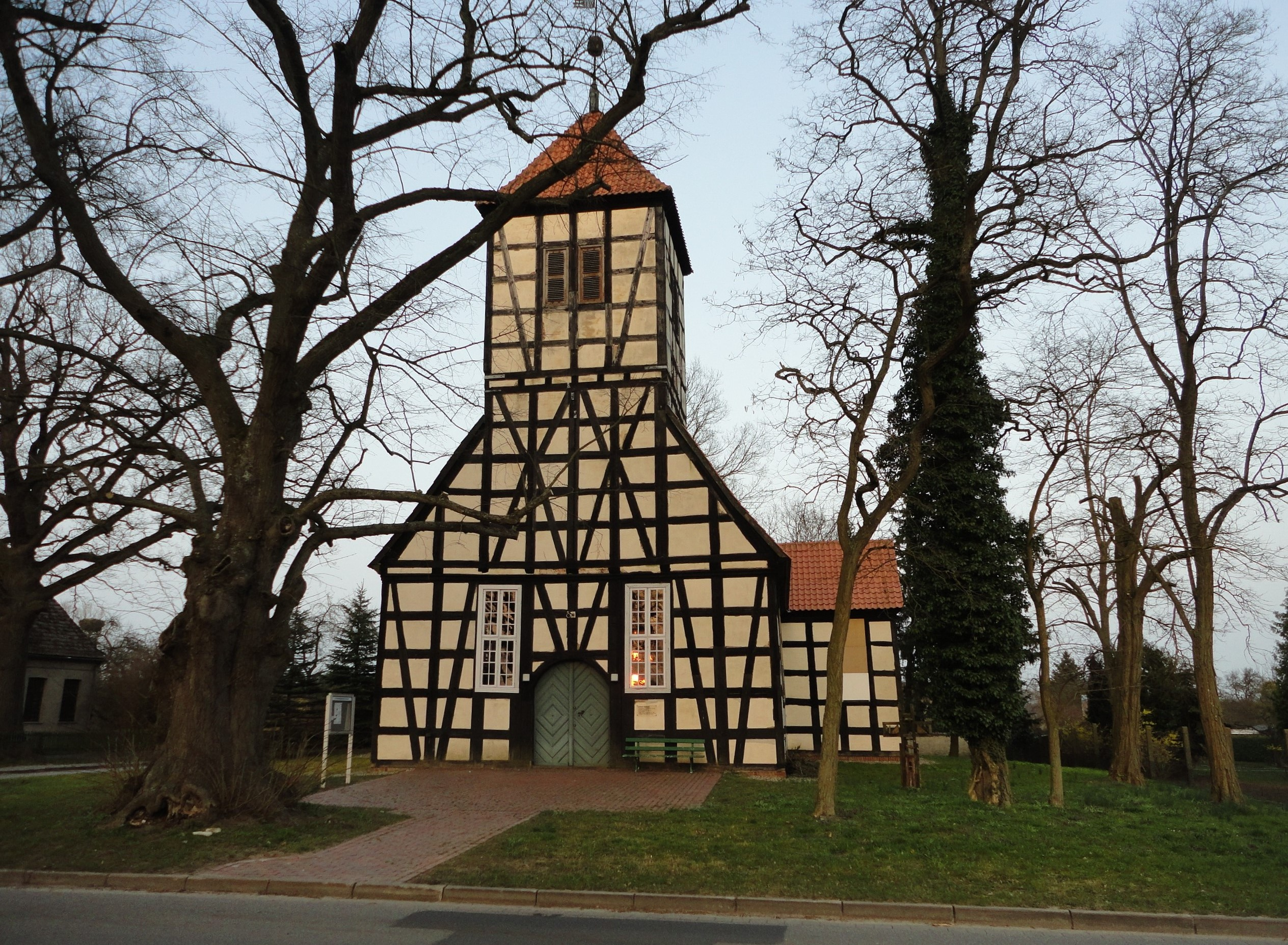

| Год  | Население |
| ---- | --------- |
| 1991 | 602       |
| 1995 | 577       |
| 2000 | 756       |
| 2005 | 702       |
| 2010 | 669       |